# Nereiphylla antennata
Nereiphylla antennata är en ringmaskart som beskrevs av Hartman 1965. Nereiphylla antennata ingår i släktet Nereiphylla och familjen Phyllodocidae. Inga underarter finns listade i Catalogue of Life.